# Trigonostemon oblanceolatus
Trigonostemon oblanceolatus là một loài thực vật có hoa trong họ Đại kích. Loài này được C.B.Rob. miêu tả khoa học đầu tiên năm 1911.